# Anancylus albofasciatus
Anancylus albofasciatus là một loài bọ cánh cứng trong họ Cerambycidae.